# Benzpinakol
Benzpinakol ist eine chemische Verbindung aus der Gruppe der Diole.

## Darstellung
Benzpinakol kann aus Benzophenon und 2-Propanol dargestellt werden.

## Verwendung
Benzpinakol wird zur Herstellung von Benzpinakolon und als Polymerisationsinitiator verwendet.